# Jarvis Kenrick
Pour les articles homonymes, voir Kenrick.
Jarvis Kenrick, né le 13 novembre 1852 à Chichester dans le Sussex et mort le 29 janvier 1949 à Blatchington dans le Sussex, est un footballeur anglais actif dans les années 1870 au sein du Wanderers Football Club.

## Biographie
Né à Chichester dans le Sussex, Jarvis Kenrick marque le tout premier but de l’histoire de la Coupe d'Angleterre de football le 11 novembre 1871, alors qu’il joue sous les couleurs du Clapham Rovers au cours d’une victoire 3 buts à 0 contre Upton Park. Kenrick marque deux buts au cours de cette rencontre.
Kenrick s’engage par la suite avec le club du Wanderers FC. Il remporte avec cette équipe trois Coupe d’Angleterre et marque au cours des finales 1877 (un but) et 1878 (deux buts).
Jarvis Kenrick est aussi un joueur de cricket. Il fait une apparition avec le Surrey County Cricket Club.
Sa sœur, Margaret, épouse son coéquipier des Wanderers Francis Birley.
Il meurt à Blatchington dans le Sussex.

## Palmarès
- Wanderers FC
  - Vainqueur de la Coupe d'Angleterre en 1876, 1877 et 1878